# Matteo Morandi
Matteo Morandi, (Vimercate, 8 de octubre de 1981) es una gimnasta que compite en estas pruebas de Italia.
Morandi comenzó a practicar la modalidad artística durante cinco años y obtuvo su primera victoria como profesional en la selección nacional italiana a los diecisiete años, en el Campeonato de Europa Junior en San Petersburgo,que se especializa en los anillos. Entre sus mayores éxitos se encuentran tres medallas mundiales, ganó en 2002, 2003 y 2005, todo de bronce, y el pentacampeonato italiano. En los Juegos Olímpicos, participó en las ediciones de Atenas y Pekín, donde no llegó al podio, obteniendo como mejor quedando en quinto lugar en 2004. Sin embargo, en 2012, de vuelta al deporte, disputó en los Juegos Olímpicos de Londres, que subió al podio por primera vez al ganar la medalla de bronce en los anillos.